# Henri de La Tour d'Auvergne de Turenne (1611–1675)
Henri de la Tour d'Auvergne-Bouillon, vikomt de Turenne (11. září 1611 Sedan – 27. červenec 1675 poblíž Salzbachu) byl francouzský maršál (od 1643) a šlechtic, generalissimus francouzských vojsk (od 1660) a jeden z největších vojevůdců 17. století.
Spolu se svým velkým rivalem, knížetem Ludvíkem z Condé z královského rodu Bourbonů, vedl francouzská vojska v závěrečných bojích třicetileté války. Za povstání frondy (1648–1653), které vedl právě kníže (prince) Louis de Condé, se Turenne postavil na stranu krále Ludvíka XIV. a zachránil jej i kardinála Mazarina před zajetím. Jako velitel královských vojsk měl velký podíl na definitivní porážce frondistů. Následně vedl francouzská vojska proti Španělsku. Za vrchol jeho válečných úspěchů je považováno jeho nizozemské tažení, které vyvrcholilo v bitvě na dunách (14. červen 1658), v níž rozdrtil španělské vojsko, na jehož straně bojoval i Condé. O rok později dobyl Dunkerque.
Dne 5. dubna 1660 byl Turenne jmenován generalissimem francouzských vojsk a následně vedl válečná tažení proti Španělsku (na území Nizozemí v letech 1667–1672) a proti Svaté říši římské (v Alsasku, 1673–1675). Padl v bitvě u Salzbachu 27. července 1675, střelen dělovou koulí v prvních okamžicích bitvy. Tato památná dělová koule je v současnosti uložena ve sbírkách SZ Sychrov.
Roku 1668 konvertoval od protestantismu ke katolicismu.